# Territórios Recuperados

Mapa que mostra as fronteiras da Polónia pré-1938 (a área a cinzento representa o Kresy) e pós-1945. Os Territórios Recuperados estão a cor-de-rosa

Territórios Recuperados ou Territórios Retomados (em polonês/polaco:  Ziemie Odzyskane, que significa literalmente "Terras Retomadas") era uma designação não-oficial usada na República Popular da Polónia para descrever o território que antes da Segunda Guerra Mundial pertencia à Alemanha (e à Cidade Livre de Danzig) que se tornaram parte da Polónia após esse conflito. A razão para o termo "Recuperado" era que estes territórios tinham feito parte (ou eram feudos) dos estados históricos polacos anteriores, sobretudo durante a dinastia medieval Piast. Ao longo dos séculos foram sendo germanizados devido ao povoamento alemão para leste, o Ostsiedlung e à expansão política conhecida por Drang nach Osten.
A grande maioria dos habitantes alemães fugiu ou foi expulsa destes territórios durante os últimos meses da guerra e após esta ter terminado, embora uma pequena minoria tenha permanecido. Os territórios foram recolonizados pelo governo comunista da Polónia, sobretudo com polacos que se voluntariaram vindos da Polónia central e da diáspora de guerra polaca, além de ucranianos e outras minorias movidas À força na chamada "Operação Vístula" e "repatriados" polacos forçados a moverem-se de áreas dos Territórios polacos anexados pela União Soviética. As autoridades comunistas procuraram remover os vestígios da cultura alemã, como a toponímia e as inscrições em todos estes territórios.
Após a guerra, a fronteira Alemanha-Polónia (coincidente com a linha Oder-Neisse) foi formalmente reconhecida pela Alemanha Oriental (RDA) em 1950 e pela Alemanha Ocidental (RFA) em 1970, bem como pela reunificada Alemanha pelo Tratado da Fronteira Alemanha-Polónia em 1990.